# Монагас (футбольный клуб)
«Мона́гас» (исп. Monagas Sport Club) — венесуэльский футбольный клуб из города Матурин. В настоящий момент выступает в Примере Венесуэлы, сильнейшем дивизионе страны.

## История

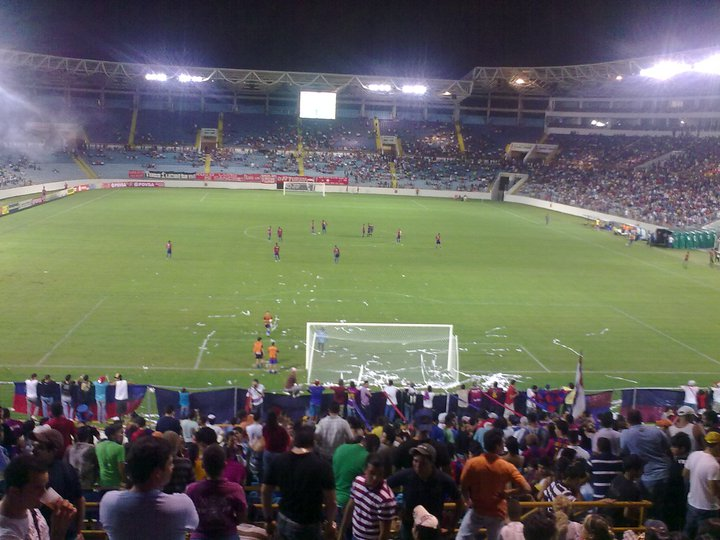
Стадион «Монументаль де Матурин».

Клуб основан 23 сентября 1987 года. Первый официальный матч сыграл 22 мая 1988 года против команды «Унион Депортиво Пуэрто-ла-Круз». В высшем дивизионе Венесуэлы «Монагас» дебютировал в сезоне 1990/91.
По результатам сезона 2001/02 «Монагас» добился наибольшего успеха в своей истории, заняв 3-е место в чемпионате Венесуэлы. Этот успех дало право команде принять участие в 2002 году в Южноамериканском кубке, но в нём клуб уступил уже в предварительном раунде своим соотечественникам из «Депортиво Тачира». На следующий года «Монагас» вновь играл в Южноамериканском кубке, и вновь уступил в предварительном раунде так же венесуэльскому клубу «Депортиво Петаре».
Домашние матчи команда проводит на построенном к Кубку Америки 2007 стадионе «Монументаль де Матурин», вмещающем 51 796 зрителей. До 2007 года команда играла на стадионе «Александер Ботинни», вмещающем 8 000 зрителей.
Цвета и эмблема клуба схожи с цветами и эмблемой испанской «Барселоны», они были выбраны бывшим вице-президентом «Монагаса», который являлся поклонником испанского клуба. В 2006 году руководство клуба посчитало, что копирование символов другого клуба неприемлемо, но болельщики воспротивились изменению клубных символов и в итоге они были оставлены.

## Титулы и достижения
Титулы
- Чемпион Венесуэлы (1): 2017

Участие в южноамериканских кубках
- Кубок Либертадорес (1): 2018
- Южноамериканский кубок (4): 2002, 2003, 2012, 2019